# Виардо, Поль
Поль Виардо (фр. Paul Viardot; 20 июля 1857 года, имение Куртавенель близ Водуа-ан-Бри, департамент Сена и Марна — 11 декабря 1941 года, Алжир) — французский скрипач, дирижёр и композитор. Сын Луи и Полины Виардо; согласно некоторым сообщениям (твёрдым сторонником этой версии был, в частности, Евгений Семёнов), отцом Поля был Иван Сергеевич Тургенев. Сестра — композитор Луиза Эритт-Виардо.
Учился в лицее в Карлсруэ, затем во время Франко-прусской войны жил с матерью в Лондоне. Окончил Брюссельскую консерваторию, ученик Юбера Леонара; неформальным образом занимался также и под руководством Шарля де Берио, женатого на его тёте Марии Малибран.
Дебютировал в 1875 г. в концерте под управлением Жана Этьена Падлу. В 1876 г. в качестве второй скрипки принял участие в струнном квартете под руководством Эрнесто Сивори, исполнившем в Париже премьеру квартета Джузеппе Верди. В 1880 г. совершил гастрольное турне по Испании и Португалии вместе с Камилем Сен-Сансом, затем некоторое время работал в Лондоне как первая скрипка камерного оркестра «Музыкальный союз» и примариус струнного квартета (чередуясь в этом втором качестве с Леопольдом Ауэром), вызвав неудовольствие музыкальной критики. В 1881 г. гастролировал в России; И. С. Тургенев снабдил по этому поводу Виардо несколькими рекомендательными письмами (в том числе к А. А. Абазе) и рядом советов: 

Много говори о своей матери и очень мало о себе; и делай вид, что очарован Россией, потому что они там очень обидчивы. Не полагайся на погоду, одевайся тепло и никогда не пей воду из Невы - сырую.
Оригинальный текст (фр.)Parle beaucoup de ta mère, fort peu de toi-même, et aie l'air d'être enchanté de la Russie, car on est très susceptible là-bas. Ne te fie pas au climat, habille-toi chaudement et ne bois jamais l'eau de Néva - crue.

. 
В 1891—1897 гг. концертмейстер оркестра в Лилле, организовал также серию концертов с участием местных музыкантов, знакомя городскую публику с музыкой Иоганнеса Брамса, Габриэля Форе, Сезара Франка.
Как дирижёр дебютировал в 1893 г. в Парижской опере в «Самсоне и Далиле» Сен-Санса; в 1902 г. дирижировал первым исполнением музыки Сен-Санса к пьесе Жанны Дьелафуа «Паризатис». Вёл также преподавательскую деятельность в парижской Школе Нидермейера.
В 1902 г. Виардо записал ряд коротких пьес для звукозаписывающей компании His Master's Voice, в том числе «Воспоминание о Гайдне» своего учителя Леонара, несколько сочинений Шарля Гуно, Генрика Венявского и т. д.
Написал две сонаты для скрипки и фортепиано и ряд других скрипичных пьес. Автор «Истории музыки» (1905, предисловие Камиля Сен-Санса) и книги «Музыка в Скандинавии» (фр. La musique en Scandinavie; 1908), написанной в качестве отчёта о личной поездке по скандинавским странам. Опубликовал также книгу воспоминаний (фр. Souvenirs d'un artiste; 1910) и ряд других мемуарных публикаций.
Полю Виардо посвящены Колыбельная для скрипки и фортепиано Op. 38 Сен-Санса (1871) и соната для скрипки и фортепиано ля мажор дружившего с ним Габриэля Форе (1876), в 1878 году они вместе исполнили её премьеру. Кроме того, мать Поля Полина Виардо написала для него Шесть пьес для скрипки и фортепиано.